# AKARI
AKARI is een infrarood ruimtetelescoop die ontwikkeld is door de Japanse ruimtevaartorganisatie JAXA in samenwerking met Europese en Koreaanse onderzoeksinstituten. AKARI werd op 21 februari 2006 naar een zonsynchrone omloopbaan gelanceerd vanaf de Japanse lanceerbasis Uchinoura met behulp van een M-V vastebrandstofraket.

## Geschiedenis en missiedoel
In 1983 voerde de Infrarood Astronomische Satelliet de eerste verkenning van het volledige hemelgewelf (een zogenoemde 'all-sky survey') in het infrarode gedeelte van het spectrum uit. Daarmee werd de eerste overzichtskaart van de hemel in het infrarood geproduceerd die de basis vormde voor een aantal vervolgmissies die vele duizenden bronnen van infraroodstraling in detail bestudeerden. Voorbeelden zijn het Infrared Space Observatory (ISO) van de ESA en de Amerikaanse Spitzer Space Telescope. Maar de lage resolutie van de kaart uit 1983 bleek steeds vaker een beperking te vormen. Bijna 20 jaar na IRAS was dit gegeven de voornaamste aanleiding voor de Japanse ruimtevaartorganisatie JAXA om het ASTRO-F (later AKARI) initiatief op te zetten. Doel was het uitvoeren van een nieuwe all-sky survey, met een oplossend vermogen tot 1000 keer beter dan IRAS, met behulp van een spiegeltelescoop van 68 cm doorsnede. De telescoop zou daarbij gekoeld worden tot 5 kelvin om een optimale gevoeligheid voor infraroodstraling te bereiken.
De verwachte levensduur voor waarnemingen in het ver- en middeninfrarood was 550 dagen en werd voornamelijk beperkt door de voorraad vloeibare helium dat als koelmiddel voor de telescoop diende. Waarnemingen in het nabij-infrarood zijn na het opraken van het koelmiddel nog steeds mogelijk met behulp van mechanische koelers die de telescoop op 40 kelvin houden.

## De satelliet
De basisopzet van AKARI lijkt zeer sterk op die van zijn voorganger IRAS. De satelliet is gestabiliseerd over de drie assen en zodanig georiënteerd dat de telescoop weg wijst van de Aarde. Daarbij dient de instrumentatiesectie van de satelliet als warmteschild tussen de warmtestraling van de Aarde en de feitelijke telescoop. De baan is een zonsynchrone baan over de polen waarbij de zijde van de satelliet met de zonnepanelen altijd naar de Zon is gericht. De zonnepanelen vervullen daarbij een dubbelfunctie als extra warmteschild voor de telescoop.
De spiegel van de telescoop is gemaakt van lichtgewicht siliciumcarbide. Het budget voor de satelliet was 13,4 miljard Yen. (~ 84,3 miljoen euro).

## Missieverloop
- In augustus 2006, zes maanden na de lancering, was de helft van de geplande 'all-sky survey' uitgevoerd.[2]
- Begin november 2006 was de eerste fase van de all-sky survey afgerond. Op 10 november 2006 werd gestart met de tweede fase, in feite een exacte herhaling van de eerste fase all-sky survey om toevallig passerende bronnen van infraroodstraling, zoals kometen en asteroïden, uit te sluiten van de waarnemingen.[3]
- Vanwege een storing in een zonnesensor na de lancering, werd het afschieten van het deksel van de telescoop vertraagd. De geschatte levensduur van het koelmiddel werd daardoor verkort tot 500 dagen. Begin maart 2007 stelde JAXA vast dat de nog aanwezige voorraad vloeibare helium waarnemingen tot ten minste 9 september 2007 mogelijk maakte.[4]
- Op 11 juli 2007 maakte JAXA bekend dat 90% van de hemel twee keer was gezien door de telescoop van AKARI. Daarnaast waren detailobservaties uitgevoerd aan 3500 geselecteerde bronnen van infraroodstraling.
- Op 26 augustus 2007 werd het laatste vloeibare helium verbruikt, toch nog eerder dan verwacht. De waarnemingen in het ver- en middeninfrarood werden daarna gestopt omdat de temperatuur van de telescoop begon te stijgen. Inmiddels was 94% van de hemel twee keer bekeken en waren meer dan 5000 detailobservaties uitgevoerd.
- In december 2007 voerde JAXA diverse baancorrecties uit om AKARI terug te brengen in zijn ideale baan. Dit was nodig omdat met het opraken van het koelmiddel de baanhoogte toenam waardoor de elektriciteitsvoorziening in gevaar kwam.[5]
- In mei 2011 kreeg Akari elektrische problemen waardoor de instrumenten in de schaduw van de Aarde onbruikbaar waren. De missie werd officieel beëindigd op 24 november 2011.

## Resultaten
Het belangrijkste resultaat van de missie is de nieuwe hoge resolutie overzichtskaart van de hemel in het infrarode deel van het spectrum. Andere belangrijke resultaten zijn onder andere:
- De geboorte van drie generaties sterren werd waargenomen in de sternevel IC4954/4955 in het sterrenbeeld Vosje.
- De eerste infrarode waarnemingen van de restanten van een supernova in de Kleine Magellaanse Wolk.
- Waarneming van massaverlies van relatief jonge rode reuzensterren in het sterrencluster NGC 104.
- Waarneming van moleculair gas in de kern van actieve sterrenstelsels die zeer sterk in het infrarood stralen.
- De waarneming van het sterrenbeeld Orion en de Melkweg in de golflengte van 140 micrometer.
- De waarneming van stervorming in het sterrenbeeld Zwaan.
- Actieve stervorming gezien in het spiraalsterrenstelsel M101.